# بارتلمه یکم قسطنطنیه
بارتُلُمه یکم قسطنطنیه (یونانی: Πατριάρχης Βαρθολομαῖος Αʹ؛ زادهٔ ۲۹ فوریهٔ ۱۹۴۰) اسقف اعظم قسطنطنیه از سال ۱۹۹۱ تاکنون است.
وی همچنین برندهٔ جوایزی همچون جایزه سوفی شده‌است.